# Āghcheh Kohal
Āghcheh Kohal (persiska: آغجه کهل, Āghcheh Kohal-e Rajabānlū, Āghjeh Kohal, آغچه کهل, آغچه کهل رجبانلو) är en ort i Iran.   Den ligger i provinsen Östazarbaijan, i den nordvästra delen av landet, 400 km nordväst om huvudstaden Teheran. Āghcheh Kohal ligger 1 945 meter över havet och antalet invånare är 334.
Terrängen runt Āghcheh Kohal är kuperad åt nordost, men åt sydväst är den platt. Runt Āghcheh Kohal är det ganska glesbefolkat, med 22 invånare per kvadratkilometer. Närmaste större samhälle är Hashtrūd, 18,0 km sydost om Āghcheh Kohal. Trakten runt Āghcheh Kohal består i huvudsak av gräsmarker.